# Třemošnice (Ostředek)
Třemošnice je malá vesnice, část obce Ostředek v okrese Benešov. Nachází se asi 3,5 km na jihovýchod od Ostředku. Prochází zde silnice II/113. V roce 2009 zde bylo evidováno 48 adres. Jižním okrajem osady protéká Křešický potok, který je levostranným přítokem řeky Sázavy.
Třemošnice je také název katastrálního území o rozloze 3,92 km².

## Historie
První písemná zmínka o vesnici pochází z roku 1397.

## Pamětihodnosti
- Kaple